# زيزفورة ورونوفية
زيزفورة ورونوفية (الاسم العلمي:Ziziphora woronowii) هي نوع من النباتات يتبع جنس الزيزفورة من الفصيلة الشفوية.